# Netelia recta
Netelia recta là một loài tò vò trong họ Ichneumonidae.